# Soehngenia saccharolytica
Soehngenia saccharolytica è una specie di batterio appartenente alla famiglia delle Clostridiaceae.